# Interleuchina 19
L'interleuchina 19 (IL-19) è una citochina con funzioni simili alle interleuchine della famiglia di IL-10.

## Struttura
IL-19 è una citochina strutturalmente simile a IL-10 codificata dal gene IL19 sul cromosoma 1. Il suo recettore per citochine di tipo II, IL-20R, è condiviso con IL-20 e IL-24 e segnala attraverso STAT3. Viene espressa dai linfociti B e dai monociti. La sua produzione è incrementata su monociti trattati con GM-CSF o con lipopolisaccaride.

## Funzione
Si pensa possa svolgere un ruolo nell'infiammazione.